# Vicent Soler
Pour les articles homonymes, voir Soler et Marco.
 (décembre 2022).
 (décembre 2023).
Si vous disposez d'ouvrages ou d'articles de référence ou si vous connaissez des sites web de qualité traitant du thème abordé ici, merci de compléter l'article en donnant les références utiles à sa vérifiabilité et en les liant à la section « Notes et références ».
Vicent Soler i Marco, né à Rocafort, près de Valence, en 1949, est un économiste et homme politique valencien.

## Biographie
Durant le franquisme il milite dans le PSAN, puis dans le PSPV,.
Diplômé en sciences économiques en 1972, il tient à partir de 1999 la chaire d'économie appliquée et est directeur du Département de structure économique à l'université de Valence et est Research Scholar à la London School of Economics.
En juin 1975, alors représentant du groupe des « Socialistes valenciens indépendants », il fait partie des « 10 d'Alaquàs », militants valencianistes arrêtés par la police politique de la dictature, qui obtiennent une vague de soutien importantes et mettent pour la première fois en avant dans le débat public les revendications nationalistes de la région,.
En 1976, il obtient le prix Joan Fuster d'essai, décerné par Edicions 62, pour sa participation à l'œuvre collective Raons d'identitat del País Valencià. Pèls i senyals. 
En 1978, il est représentant du PSPV lors de l'acte d'« unité des socialistes », qui conduit à la confluence des principaux courants socialistes valencien dans la section valencienne du PSOE, qui devient le PSPV-PSOE,. 

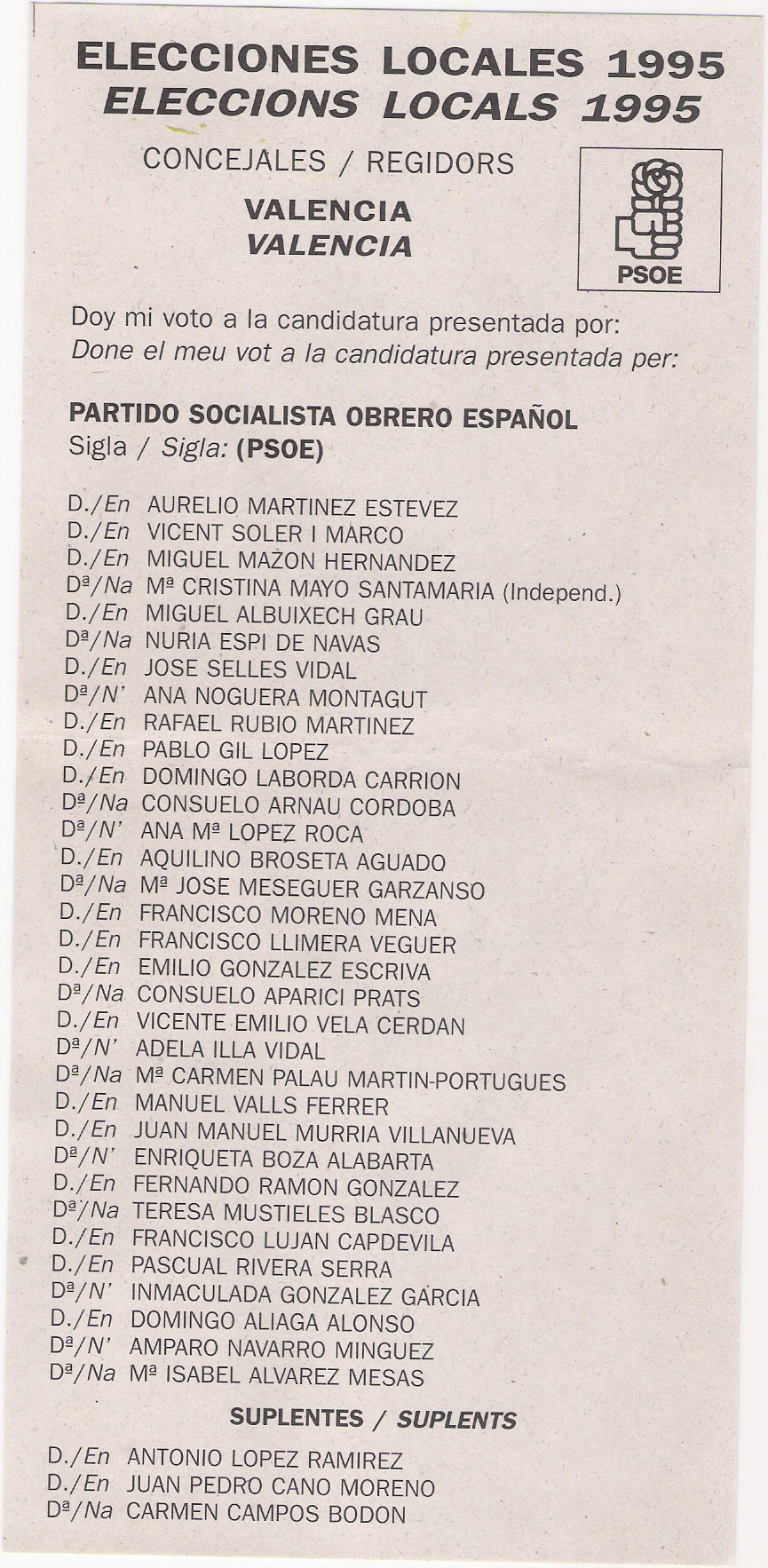
Liste du PSPV-PSOE aux élections municipales de Valence en 1995 ; Soler occupe la seconde place.

Auteur de divers travaux sur l'économie et la société valencienne, il est également connu pour son activité politique, tout d'abord dans la clandestinité durant le franquisme, puis occupe divers postes institutionnels avec l'avènement de la démocratie. Il est ainsi Directeur général de l'administration locale dans le Conseil du Pays valencien, chef de cabinet de la présidence de la députation de Valence, porte-parole du PSPV-PSOE pour les questions économiques aux Corts valenciennes, Conseiller d'administration publique de la Generalitat valencienne entre 1985 et 1987, vice-président des Corts et conseiller à la municipalité de Valence. Il est actuellement président de la section valencienne de la Fondation Ernest Lluch.

## Œuvres
- Evolución de la economía valenciana, 1878-1978 (1978)
- Guerra i espansió industrial: Pais Valencià (1914-1923) (1984)